# تپه کهنه گورستان حلمسی
تپه کهنه قبرستان حلمسی مربوط به دوره اشکانیان - دوره ساسانیان است و در شهرستان میانه، بخش ترکمنچای، دهستان بروانان شرقی، ۵۰۰ متری غرب روستای حلمسی واقع شده و این اثر در تاریخ ۲۷ آبان ۱۳۸۶ با شمارهٔ ثبت ۲۰۱۹۱ به‌عنوان یکی از آثار ملی ایران به ثبت رسیده است.